# Elysia Bolton
Elysia Bolton (* 24. März 2000 in Sydney) ist eine australische Tennisspielerin, die bis 2022 für die Vereinigten Staaten antrat.

## Karriere
Bolton begann mit fünf Jahren das Tennisspielen und bevorzugt Hartplätze. Sie spielt vorrangig Turniere der ITF Women’s World Tennis Tour, bei der sie bislang einen Titel im Einzel und neun im Doppel gewann.
Bei den US Open 2017 trat sie im Einzel und Doppel an. Im Juniorinnendoppel erreichte sie mit ihrer Partnerin Ann Li das Viertelfinale ebenso wie im Einzel.
Ihr Debüt auf der WTA Tour gab Bolton bei der Qualifikation zu den NYJTL Bronx Open 2019, wo sie aber bereits in der ersten Runde gegen Nadija Kitschenok mit 6:74 und 6:73 verlor.

## Turniersiege

### Einzel
| Nr. | Datum         | Turnier    | Kategorie   | Belag     | Finalgegnerin | Ergebnis      |
| --- | ------------- | ---------- | ----------- | --------- | ------------- | ------------- |
| 1.  | 29. Juli 2018 | Evansville | ITF $15.000 | Hartplatz | Connie Ma     | 6:3, 4:6, 6:3 |

### Doppel
| Nr. | Datum              | Turnier       | Kategorie | Belag     | Partnerin          | Finalgegnerinnen                         | Ergebnis          |
| --- | ------------------ | ------------- | --------- | --------- | ------------------ | ---------------------------------------- | ----------------- |
| 1.  | 30. Oktober 2021   | Austin        | ITF W25   | Hartplatz | Maegan Manasse     | Rasheeda McAdoo Chanelle Van Nguyen      | 6:1, 7:5          |
| 2.  | 13. November 2021  | Daytona Beach | ITF W25   | Sand      | Kylie Collins      | Alexandra Osborne Alycia Parks           | 6:4, 64:7, [10:5] |
| 3.  | 1. Oktober 2022    | Austin        | ITF W25   | Hartplatz | Jamie Loeb         | Martyna Kubka Ashley Lahey               | 6:3, 6:3          |
| 4.  | 4. März 2023       | Swan Hill     | ITF W25   | Rasen     | Alexandra Bozovic  | Olivia Gadecki Petra Hule                | 7:63, 2:6, [10:7] |
| 5.  | 18. März 2023      | Canberra      | ITF W60   | Sand      | Alexandra Bozovic  | Priscilla Hon Dalila Jakupović           | 4:6, 7:5,[13:11]  |
| 6.  | 10. Juni 2023      | Setubal       | ITF W25   | Hartplatz | Alexandra Bozovic  | Gabriella Da Silva Fick Petra Hule       | 6:7, 7:63, [10:8] |
| 7.  | 13. April 2024     | Boca Raton    | ITF W35   | Sand      | Robin Anderson     | Rasheeda McAdoo Maribella Zamarripa      | 3:6, 6:4, [10:8]  |
| 8.  | 4. Mai 2024        | Lopota        | ITF W50   | Hartplatz | Catherine Harrison | Anastassija Solotarjowa Rada Solotarjowa | 6:4, 6:2          |
| 9.  | 29. September 2024 | Berkeley      | ITF W35   | Hartplatz | Maegan Manasse     | Rutuja Bhosale Ema Burgić                | 6:73, 6:2, [10:6] |